# 富川國際奇幻電影節
富川國際奇幻電影節（：／；英語： / BiFan）是韓國的其中一個電影節，於每年的7月左右在京畿道富川市舉行。於1997年首次舉辦，參展的主要是以愛、幻想和冒險為主題的電影。

## 外部連結
- 官方网站（英文）
- 富川國際奇幻電影節的Facebook專頁
- 富川國際奇幻電影節的X（前Twitter）
- 韓國觀光公社（繁體中文）／韩国旅游发展局（简体中文）

富川國際奇幻電影節（繁體中文）／富川國際奇幻電影節 （页面存档备份，存于）（简体中文）
- 富川国际奇幻历年電影節